# Międzynarodowy Dzień Inwalidów
Międzynarodowy Dzień Inwalidów – święto obchodzone corocznie w 3. niedzielę marca ustanowione przez Międzynarodową Organizację Pracy.
Wydarzeniem inicjującym ustanowienie dnia była katastrofa górnicza 8 sierpnia 1956 roku w kopalni węgla kamiennego Bois du Cazier w Marcinelle w Belgii, w wyniku której śmierć poniosło 262 górników pochodzących z 12 krajów, a część doznała poważnych obrażeń zostając inwalidą.
Prawdopodobnie jest to najstarsze święto poświęcone osobom niepełnosprawnym w wyniku wypadków przy pracy. Na obchody Dnia MOP wybrał pierwsze dni wiosny, symbol odradzającej się przyrody.
W Polsce obchody organizowane są od 1959 roku przez Polski Związek Emerytów, Rencistów i Inwalidów.